# دوره مدرن
تاریخ مدرن (به انگلیسی: Modern history)، دورهٔ مدرن یا عصر نو دوره‌ای زمانی در تاریخ‌نگاری جهانی است که به بازهٔ زمانی بعد از دورهٔ پساکلاسیک در تاریخ اروپا (معروف به قرون وسطی) می‌پردازد.
تاریخ مدرن را می‌توان به دو دوره تقسیم کرد:
- اوایل دورهٔ مدرن که تقریباً در اوایل قرن ۱۶ آغاز شد و شامل نقاط عطف قابل توجهی همچون رنسانس و عصر کاوش در تاریخ اروپا بود.[۳][۴]
- اواخر دوره مدرن که تقریباً در اواسط قرن ۱۸ آغاز شد و شامل نقاط عطف قابل توجهی همچون جنگ هفت ساله، انقلاب فرانسه، انقلاب صنعتی و واگرایی بزرگ بود. در این دوره برای نخستین بار در تاریخ بشر جمعیت جهان در سال ۱۸۰۴ به یک میلیارد نفر رسید؛ رسیدن به یک میلیارد بعدی هم تنها کمی بیش از یک قرن (سال ۱۹۲۷) به طول انجامید.[۵]

تاریخ معاصر مجموعه وقایع تاریخی است که بلافاصله مربوط به زمان حال است.

## نگارخانه

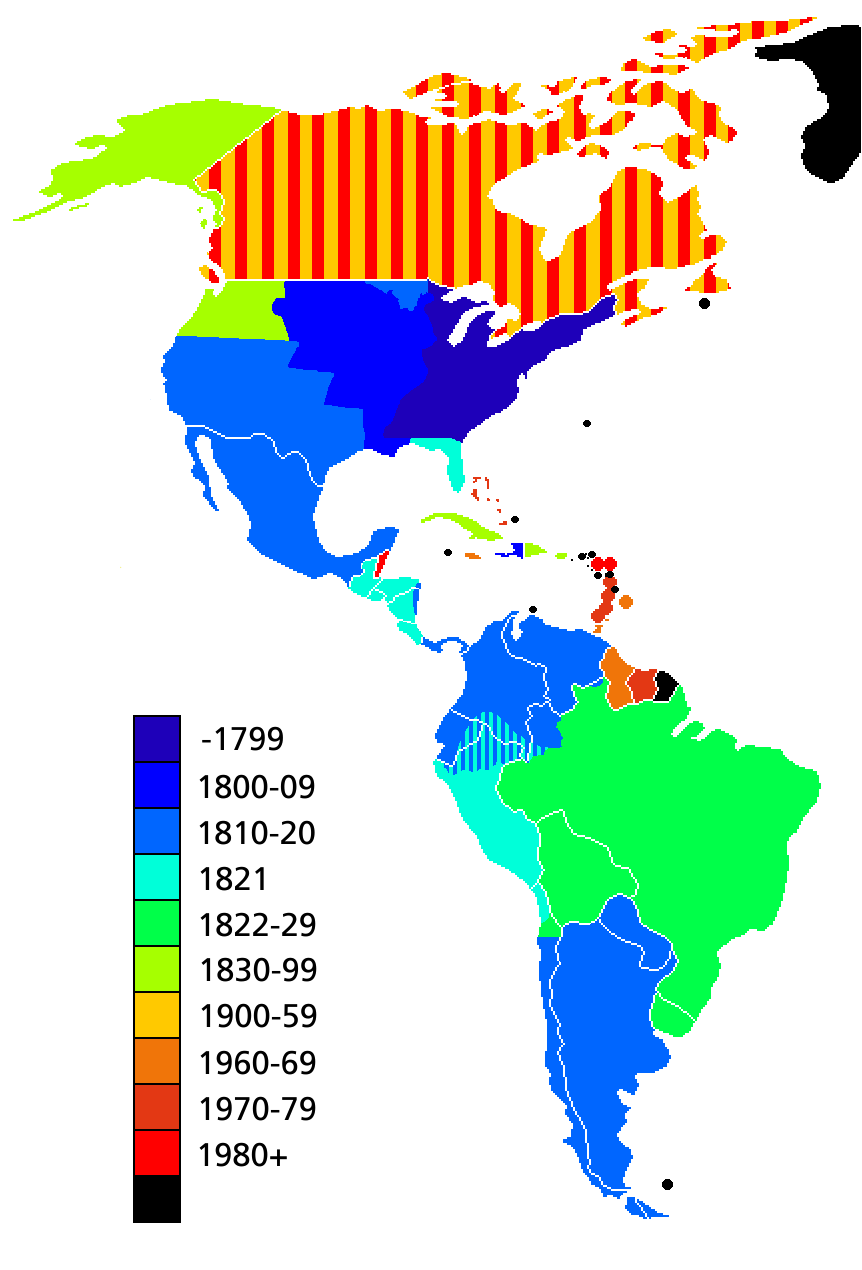
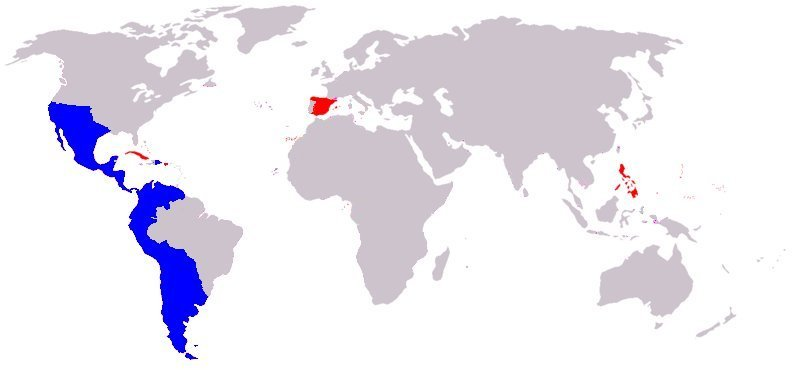